# Чемпионат мира по снукеру 1928
Чемпионат мира по снукеру 1928 (англ. 1928 World Snooker Championship) — главный турнир в мире снукера, проводившийся в Бирмингеме, Англия. Победителем турнира стал предыдущий чемпион — Джо Дэвис, выигравший в финале у Фреда Лоуренса со счётом 16:13. Оба участника финала представляли Англию.

## Высший брейк
- 46 — Алек Мэнн

## Результаты
Первый раунд
Матчи из 23 фреймов
 Том Ньюмен 12:6 Фрэнк Смит 
 Алек Мэнн 14:9 Альберт Коуп 
Второй раунд
Матчи из 23 фреймов
 Том Ньюмен 12:5 Том Деннис 
 Фред Лоуренс 12:11 Алек Мэнн 
Третий раунд
Матчи из 23 фреймов
 Фред Лоуренс 12:7 Том Ньюмен 
Финал
Матч из 31 фрейма
 Джо Дэвис 16:13 Фред Лоуренс 